# Tommaso Struzzieri
Tommaso Struzzieri, in religione Tommaso del Costato di Gesù (Senigallia, 30 marzo 1706 – Todi, 21 gennaio 1780), è stato un vescovo cattolico italiano.

## Biografia
Nacque a Senigallia da Innocenzo Stuzzieri e da sua moglie Santa Mancinelli; ebbe due sorelle e tre fratelli.
Nel 1719 fu inviato a Roma, dove fu allievo degli scolopi nel Collegio Nazareno. Fu ordinato prete da papa Benedetto XIII durante la messa del sabato della IV settimana di quaresima del 1729 nella cappella del coro della basilica di San Pietro in Vaticano.
Assecondando i desideri di suo padre, studiò diritto civile e canonico e divenne avvocato ma, ispirato dal gesuita Raimondo Maria Costanzi, iniziò a dedicarsi alla predicazione delle missioni al popolo nei dintorni di Roma, in Abruzzo e nelle province di Campagna e Marittima.
Tra il 1737 e il 1740 visse con altri sacerdoti presso il santuario della Madonna dell'Oriente a Tagliacozzo: costretto a rientrare a Roma, ebbe da papa Benedetto XIV l'incarico di predicare le missioni presso la basilica di San Lorenzo in Damaso; a Roma conobbe Paolo della Croce e maturò la decisione di abbracciare la vita religiosa nella congregazione che aveva fondato.
Fu rivestito dell'abito passionista nel ritiro del Monte Argentario il 2 febbraio 1745 e prese il nome di Tommaso del Sacro Costato: emise i voti il 16 aprile successivo.
Fondò i ritiri passionisti di Ceccano e Falvaterra, di cui fu il primo rettore, e partecipò alla fondazione del ritiro di Terracina. Nel marzo 1753 il secondo capitolo generale della congregazione, celebrato a Vetralla, istituì l'ufficio di preposito provinciale e a tale carica fu eletto proprio Tommaso. Fu nominato procuratore generale e primo consultore del preposito generale nel 1758.
Nel 1759 fu affiancato come teologo al vescovo Cesare Crescenzio de Angelis, inviato in Corsica come visitatore apostolico. La Corsica all'epoca era dilaniata dal conflitto tra i ribelli guidati da Pasquale Paoli e il governo genovese e i vescovi di Aleria, Mariana e Nebbio avevano abbandonato le loro sedi, lasciando quelle diocesi in stato di abbandono morale e materiale: il papa assegnò al de Angelis tutti i poteri vescovili sulle tre diocesi abbandonate dei loro titolari. De Angelis rientrò a Roma nel giugno 1764 lasciando in Corsica Struzzieri come suo vicario generale.
Il 12 ottobre 1764 papa Clemente XIII lo elesse vescovo di Tio in partibus, autorizzando l'arcivescovo di Sassari, Giulio Cesare Viancini, a consacrarlo. Fu consacrato a Sassari il 23 dicembre 1764, IV domenica d'avvento, e Cesare Crescenzio de Angelis lo nominò suo suffraganeo. Morto de Angelis l'11 settembre 1765, Stuzzieri gli succedette come visitatore apostolico.
Richiamato a Roma nel luglio 1770, il 10 settembre papa Clemente XIV lo nominò vescovo di Amelia, sede vacante da anni: fece restaurare la cattedrale e le donò varie suppellettili, iniziò l'erezione del seminario e chiamò ad Amelia da Montefiascone le maestre pie.
Alla morte di Francesco Maria Pasini (dicembre 1773), vescovo di Todi, Clemente XIV affidò a Struzzieri l'amministrazione delle diocesi e, il 16 dicembre 1775, papa Pio VI trasferì il vescovo dalla sede di Amelia a quella di Todi. Anche a Todi la prima preoccupazione di Struzzeri fu quella di istituire il seminario.
Nel 1777 fu delegato dal pontefice a presiedere il capitolo generale dei passionisti.
Sofferente di podagra, morì nel 1780. Fu sepolto in cattedrale, davanti all'altare di San Michele Arcangelo.

## Genealogia episcopale
La genealogia episcopale è:
- Cardinale Scipione Rebiba
- Cardinale Giulio Antonio Santori
- Cardinale Girolamo Bernerio, O.P.
- Arcivescovo Galeazzo Sanvitale
- Cardinale Ludovico Ludovisi
- Cardinale Luigi Caetani
- Cardinale Ulderico Carpegna
- Cardinale Paluzzo Paluzzi Altieri degli Albertoni
- Papa Benedetto XIII
- Papa Benedetto XIV
- Cardinale Carlo Vittorio Amedeo Ignazio delle Lanze
- Arcivescovo Giulio Cesare Viancini
- Vescovo Tommaso Struzzieri, C.P.